# Doom and Gloom
«Doom and Gloom» —en español: «Pesimismo»—, es una canción de The Rolling Stones, escrita por Mick Jagger y Keith Richards. Fue lanzada como sencillo en octubre del 2012 y grabada en agosto. Se estrenó en la BBC Radio 2 el 11 de octubre de 2012. Fue incluida en el álbum recopilatorio de la banda GRRR! de 2012. Un video con la letra fue lanzado en YouTube el mismo día. Es una de las dos canciones nuevas que hizo la banda para este álbum, junto con «One More Shot».
La canción marca la primera vez en siete años que Mick Jagger, Keith Richards, Charlie Watts y Ron Wood han estado juntos en el estudio, desde la grabación de su último álbum, A Bigger Bang.
Llegó al puesto número 61 del UK Singles Chart y al número uno en las listas de rock de Canadá. La canción tuvo una crítica variada por parte de los especialistas de la música, entre ellos por la revista Rolling Stone y Allmusic.
La revista Rolling Stone nombró a «Doom and Gloom» como la decimoctava mejor canción de 2012.
La canción fue incluida en los créditos finales de la película A Good Day to Die Hard.

## Composición
El riff inicial es interpretado por Jagger, quien además compuso el tema. Richards dijo "Mick fue la fuerza impulsora detrás de la canción". En tanto, Jagger dijo "No me importa, nunca habría aprendido a tocar si no fuera por él".

## Vídeo musical
El vídeo musical fue lanzado el 20 de noviembre de 2012, el cual fue dirigido por Jonas Åkerlund. En él aparece la actriz sueca Noomi Rapace.

## Personal
Acreditados:
- Mick Jagger: voz, guitarra eléctrica, percusión.
- Keith Richards: guitarra eléctrica.
- Ron Wood: guitarra eléctrica.
- Charlie Watts: batería.
- Darryl Jones: bajo.
- Chuck Leavell: teclado.
- Jeff Bhasker: sintetizador.
- Emile Haynie: programación.

## Posicionamiento en las listas
| País                                  | Mejor posición |
| ------------------------------------- | -------------- |
| Alemania (GfK Entertainment Charts)   | 64             |
| Austria (Ö3 Austria Top 40)           | 60             |
| Bélgica (Ultratop 50 Flandes)         | 37             |
| Bélgica (Ultratop 50 Valona)          | 39             |
| Canadá (Canadian Hot 100)             | 72             |
| Chile                                 | 77             |
| Estados Unidos (Billboard Rock Songs) | 30             |
| España (PROMUSICAE)                   | 38             |
| Francia (SNEP)                        | 44             |
| Irlanda (IRMA)                        | 55             |
| Japón (Japan Hot 100)                 | 26             |
| Países Bajos (Single Top 100)         | 17             |
| Reino Unido (UK Singles Chart)        | 61             |